# مصطفى بن بولعيد
مصطفى بن بولعيد (بالأمازيغية: ⵎⵓⵚⵟⴰⴼⴰ ⴰⵜ ⴱⵓⵍⵄⵉⴷ)، (1917-1956) شخصية ثورية وقائد عسكري جزائري ويعد أحد قادة الثورة الجزائرية وجبهة التحرير الوطني لقب بـأسد الأوراس وأب الثورة، كان له دور مهم كقائد عسكري في مواجهة الاستعمار الفرنسي، كما كان قائدا سياسيا يحسن التخطيط والتنظيم والتعبئة كما امتلك رؤية واضحة لأهدافه ولأبعاد قضيته وعدالتها، وكان يتحلى بإنسانية إلى جانب تمرسه في القيادة العسكرية والسياسية.

## نشـأته
ولد مصطفى بن بولعيد يوم 5 فبراير 1917 في قرية اينركَب، المعروفة باسم الدشرة ببلدية أريس ولاية باتنة من عائلة أمازيغية شاوية ريفية ميسورة الحال، والده يدعى محمد بن عمار بن بولعيد وأمـه أبركان عائشة وينتمي إلى قبيلة أولاد تخريبت من عرش التوابة ، كان أبوه يمتهن التجارة ومعروفا بالورع والتقوى فقام بتقديم ابنه للشيخ محمد بن ترسية الذي لقنه القرآن الكريم، ثم وجهه إلى الدراسة في مدينة باتنة حيث تحصل على شهادة التعليم المتوسط باللغتين العربية والفرنسية بمدرسة الأمير عبد القادر حاليا والمعروفة بالأهالي سابقا.
غير أن كره والده للإدارة الفرنسية وخوفه من تأثر ابنه بثقافتها جعلاه يوقفه عن الدراسة وأعاده إلى أريس ليمد له يد العون في التجارة والفلاحة وأثناء ذلك كان يتردد يوميا على شيخ يدعى خذير بقرية آفرة لقراءة كتب السيرة النبوية وسيرة الخلفاء الراشدين وكان شغوفا بذلك
ومهتما بتلك المثل العليا، الشيء الذي جعله يتشبع بالأخلاق الحميدة وتعاليم دينه السمحة، واستمر بن بولعيد في مساعدة والده حتى توفي سنة 1935 فتولى مهنة أبيه وتكفل بإعالة عائلته وداوم إلى جانب ذلك على ملازمة الشيخ خذير والتعلم منه.
انخرط في نادي آريس الذي يحمل عنوان «نادي الاتحاد» والذي أسسه الشيخ عمر دردور تلميذ الإمام عبد الحميد بن باديس وأثمر هذا النادي ببناء مسجد يسمى اليوم «مسجد ابن بولعيد» وبقي يتعلم وينشط به حتى أواخر سنة 1936.

### سفره إلى فرنسا وأداء الخدمة العسكرية
مع نهاية سنة 1936 شد بن بولعيد رحاله مع أخيه عمر إلى فرنسا واستقر بمدينة «فلري» بعمالة «ميتس» للعمل بالتجارة وهناك اندمج مع إخوانه المهاجرين الذين انتخبوه رئيسا لنقابة العمال، لكن غربته لم تدم أكثر من سنة حيث عاد بعدها إلى مسقط رأسه وإلى نشاطه الأول المتعلق بالفلاحة والتجارة. وفي بداية 1939 استدعي لأداء الخدمة العسكرية بتكنة بجاية حاليا فأظهر تفوقا عسكريا ومجهودا كبيرا وأنهى الخدمة العسكرية بشهادة شرفية كمقاتل مقدام بالثكنة العسكرية لسطيف سنة 1942 ، ليعود بعدها إلى مسقط رأسه ويستأنف عمله ويتزوج من عائلة بن مناع وينجب على مر السنين ستة ذكور وبنتا.
في سنة 1943 تم استدعاؤه مجددا للخدمة العسكرية كاحتياطي في قالمة وذلك بعد دخول القوات الأمريكية للجزائر، حيث لقي أنواع التنكيل والتعذيب لأنه قام بحركة تمرد داخل الثكنة، ولما سمع أخوه عمـر بالأمر أعد ملفا تبريريا واستعان بالبشاغا الذي زوده بمبلغ قدره 7000 فرنك فرنسي ليتم العفو بعدها عن مصطفى،  ليعود مجددا إلى مسقط رأسه ويواصل نشاطه التجاري وعمله كرئيس لنقابة التجار، وفي سنة 1946 بنى منزلا حديثا الموجود حاليا بآريس كما حصل على رخصة نقل المسافرين بين آريس وباتنة واشترى حافلتين لذلك.

## الوعي المبكر والنشاط السياسي

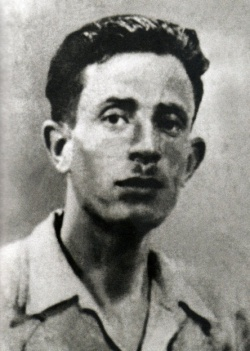
بن بولعيد في ريعـان شبـابه

منذ دراسته في مدرسة الأهالي لاحظ بن بولعيد سياسة التفرقة والتمييز التي تمارسها الإدارة الاستعمارية بين الأطفال الجزائريين وأقرانهم من أبناء المعمرين، كما لاحظ أن تصرفات المعمرين بعيدة كل البعد عن عادات وأخلاق الشعب الجزائري، فراحت تلك الأفكار تتبلور في رأسه وأخذت تراوده فكرة طرد هؤلاء المغتصبين فكان أول نشاط له هو الانضمام إلى نادي آريس وظل يناضل به حتى سفره إلى فرنسا في أواخر 1936 حيث انتخب رئيسا لنقابة العمال الجزائريين هناك، وبمرور الوقت أدرك أن معاملة الفرد الجزائري وقيمته سواء في فرنسا أو الجزائر معاملة استغلال وازدراء، فعاد إلى الجزائر بعد عام وكان محله في أحد أحياء آريس مركز حوار وحديث حول الإصلاح والقضية الوطنية مع رفاقه في النادي: مسعود بلعقون، اسمايحي الحاج ازراري، بن حابة بومعراف ، وأثنـاء أدائه للخدمة العسكرية أظهر اجتهادا كبيرا الغاية من ورائه التدرب على استعمال القنابل والأسلحة الحديثة آنذاك.

### الانخراط في العمل السياسي
في سنة 1943 حل بمدينة آريس محي الدين بكوش الذي خرج من سجن لامبيز وقام بالاتصال بالحاج اسمايحي ازراري، مسعود بلعقون، مختاري الصالح، بعزي لخضر، عايسي مسعود وعقد معهم اجتماعا تعينوا على إثره أعضاء في خلايا حزب الشعب بآريس وأشمول وزلاطو وتجموت، غير أن بن بولعيد لم يتم تجنيده آنذاك نظرا لاستدعائه مجددا لأداء الخدمة العسكرية، وبعد خروجه في أواخر شهر ماي 1945 قام الحاج ازراري مسؤول خلية الشعب بآريس بتجنيده وأصبح يشارك في الأعمال السياسية التي يقوم بها الحزب منذ ذلك الحين.
في انتخابات سنة 1946 التي رشح فيها بودة أحمد ممثل حزب الشعب، شارك مصطفى بن بولعيد في الحملة الدعائية ضد المرشحين من عملاء فرنسا في النشاط الذي قام به حزب أحباب البيان، كما كان للحافلتين اللتين يملكهما دور كبير في تعزيز ونشر سياسة الحزب في بعض الدواوير التي لم يصلها بعد، وقام بتجنيد وتكوين العديد من الخلايا وفي 1947 أصبح مسؤول فرع في حركة انتصار الحريات الديمقراطية وشارك في حملة التوعية على الاحتجاج بتحرير جريدة «الجزائر الحرة».
في أفريل 1948 قرر الحزب ترشيح بن بولعيد كممثل لمنطقة الأوراس في مجلس نواب الجزائر ففاز في الدورة الأولى بـ10 آلاف صوت أي 95% ونتيجة لذلك استدعاه حاكم آريس وحاول استمالته وإغراءه لكن بن بولعيد رفض عروضه وتمسك بمبادئه، ولما استيأس الحاكم من مساومته سارع إلى إقصائه من الدورة الثانية بالتزوير فأدى ذلك إلى وقوع أحداث عنف دامية في كل من فم الطوب وكيمل وبوزينة.
وتكررت الحادثة سنة 1951 بعد تزوير الانتخابات ووقعت احداث دامية في كيمل وتكوت وفم الطوب فحشد الاستعمار جيوشه العسكرية المقدرة بـ 40 ألف جندي وطوق بها الأوراس من كل الجهات وكثر الظلم وحملات التفتيش المتلاحقة فأسس بن بولعيد جبهة الدفاع عن الحريات وشارك في هذه الجبهة حزب البيان ومثله ابن خليل، جمعية العلماء ومثلها العربي التبسي، الحزب الشيوعي ومثله عمراني العيد، حركة الانتصار للحريات الديمقراطية ومثلها محمد العربي دماغ العتروس  وقام بمقاضاة حاكم آريس على حوادث إنسانية.

#### محاولات اغتياله ومكائد ضده
حاول الاستعمار عن طريق عملائه مرار تصفية بن بولعيد ففي سنة 1948 هجمت عليه عصابة بمنزله ليلا لاغتياله لكنه رد عليهم بالرصاص فلاذوا بالفرار وتكررت نفس العملية في 1951 لكنها فشلت كذلك ، وفي نفس العام تعرض أخوه عمر نهارا في طريق عودته لمنزله للاعتداء من قبل شخصين في جسر آريس فأخرج مسدسه ورماهما فجرح واحدا وأردى الثاني قتيلا.
كما توالت مكائد الاستعمار ضده لإضعافه ماديا بوضع عدة مسدسات في حافلته وحجزها من الحين إلى الآخر، وإعطاء العميل بوهالي رخصة نقل لمزاحمة بن بولعيد  ومن مكائد الاستعمار كذلك محاولة تفريق وحدة الأعراش بزرع الفتن بينها إذ كادت تقع الفتنة بين أكبر عرشين في آريس عرش بوسليمان وعرش بن بولعيد التوابة وهذا بعد أن قام أحد أذناب الاستعمار بقتل رجل من عرش التوابة لكن بن بولعيد كان يقظا ودعا إلى اجتماع صلح في دشرة أولاد موسى تلاه آخر بقروي بلمايل أوخر 1952 أسفر عن إنهاء الأزمة وخابت آمال العدو الفرنسي في توسيع الهوة بين الأعراش.

### المنظمة الخاصة
بعد أن عقد حزب حركة الانتصار للحريات الديمقراطية اجتماعا بالعاصمة يومي 16 و17 فبراير 1947 تقرر إنشاء جناح عسكري للحرب هدفه التحضير لثورة مسلحة ونتيجة لذلك قدم العربي بن مهيدي في نفس الشهر إلى آريس وقام رفقة بن بولعيد بتكوين الخلايا الأولى للمنظمة وعين بن بولعيد قائدا لفرع الأوراس التابع لقسنطينة آنذاك وأمره بجمع الأسلحة وتخزينها  فتم إنشاء خليتين الأولى تتكون من صالحي محمد الأمير مسؤول وأحمد نواورة ومختاري محمد الصالح، والثانية سمايحي بلقاسم مسؤول وبعزي محمد بن لخضر وعزوي مدور ، ليرتفع بعدها العدد إلى 20 عضوا مهيكلين في خمس خلايا رباعية، وتوجد الخلية الأولى بمدينة أريس وتتكون من اسمايحي بلقاسم (قائدا) وصالحي لمير ومختاري محمد الصالح وبلدي دوعلي، والخلية الثانية في قرية الحجاج وتضم محمد بعزي (قائدا) وبلقاسم بورزان وعلي بوغوث ولمبارك عزوي والخلية الرابعة بلمدينة وتتكون من مسعود عايسي (قائدا) وعمار بلهروال ومحمد شريف بن عكشة ومحمد الصغير تيغزة، والخلية الخامسة في فم الطوب وتتألف من محمد الهادي بخلوف (قائدا) والصالح نجاوي وعيسى جار الله وعلي بن الطيب جار الله.
بالنسبة للتسليح فكان أعضاء من المنظمة يسافرون إلى جربة تونس لشرائه من الشركات الإيطالية منهم عزوي مدور، كعباش عثمان، عاجل عجول وكانوا يشترونه من نوع طاليان، ألمان، وأمريكي ويتم تخزينه في انتظار اندلاع الثورة، أما بالنسبة لأعضاء المنظمة فكان لزاما على كل عضو أن يتدبر سلاحه بنفسه ومن ماله الخاص ، كما اشترى بن بولعيد بنفسه كمية كبيرة بأمواله الخاصة بعضها محلي والبعض الآخر عن طريق الحدود الليبية التونسية عن طريق عصامي محمد وعبد القادر لعمودي وذلك سنتي 1948-1949 وخزنها في مطامير ، كما كان أحمد نواورة مسؤول مخزن منجم إيشمول يحضر الديناميت من هناك لصنع القنابل.
وكان بن بولعيد يعقد الاجتماعات ثلاث مرات في الأسبوع مع خلايا المنظمة ويخصهم بالتعرف على إستراتيجية البلاد والتدرب على الأسلحة حيث اشترى لذلك الغرض مزرعة بفم الطوب وحولها إلى مركز تدريبات عسكرية كان يحضرها مع إطارات المنظمة السرية خاصة منهم العربي بن مهيدي وزيغود يوسف.

#### إيواؤه للفارين من أعضائها
فـي 1950 تم كشف المنظمة السرية بسبب حادث في تبسة وهو طرد ارحيم من المنظمة واتهامه بالوشاية وتهديده بالقتل ما أدى إلى هروبه وإخباره الشرطة الفرنسية التي قامت بقمع شرس وألقت القبض على مئات من أعضائها ، في حين تمكن بعض أعضائها من الفرار إلى مختلف ربوع الوطن، فكان عدد الأعضاء الذين التجؤوا إلى الأوراس 13 عشر مناضلا منهم زيغود يوسف، رابح بيطاط، عمار بن عودة، سليمان بن طوبال وقد كلف مصطفى بن بولعيد مسعود بلعقون أن يهيء لهم ظروف الإقامة وكلف مصطفى بوستة بالسفر لقسنطينة للإتيان بهم، فأحضرهم مموهين يلبسون لباس النساء وعلى مرحلتين وتم توزيعهم بين إيشمول وزلاطو ومكثوا في الأوراس حتى أواخر عام 1953 وشاركو في توعية المناضلين وتدريبهم على استعمال السلاح.
وبعد تباطؤ دام سنة كاملة قررت قيادة الحزب في 1951 حل المنظمة وإعادة إدماج أعضائها في المنظمة السياسية ، فتم ذلك في ربوع الوطن باستثناء الأورس فقد قام بن بولعيد بتجميد نشاطها مؤقتا ليعيد بعثها بعد أزمة الحزب سنة 1953.

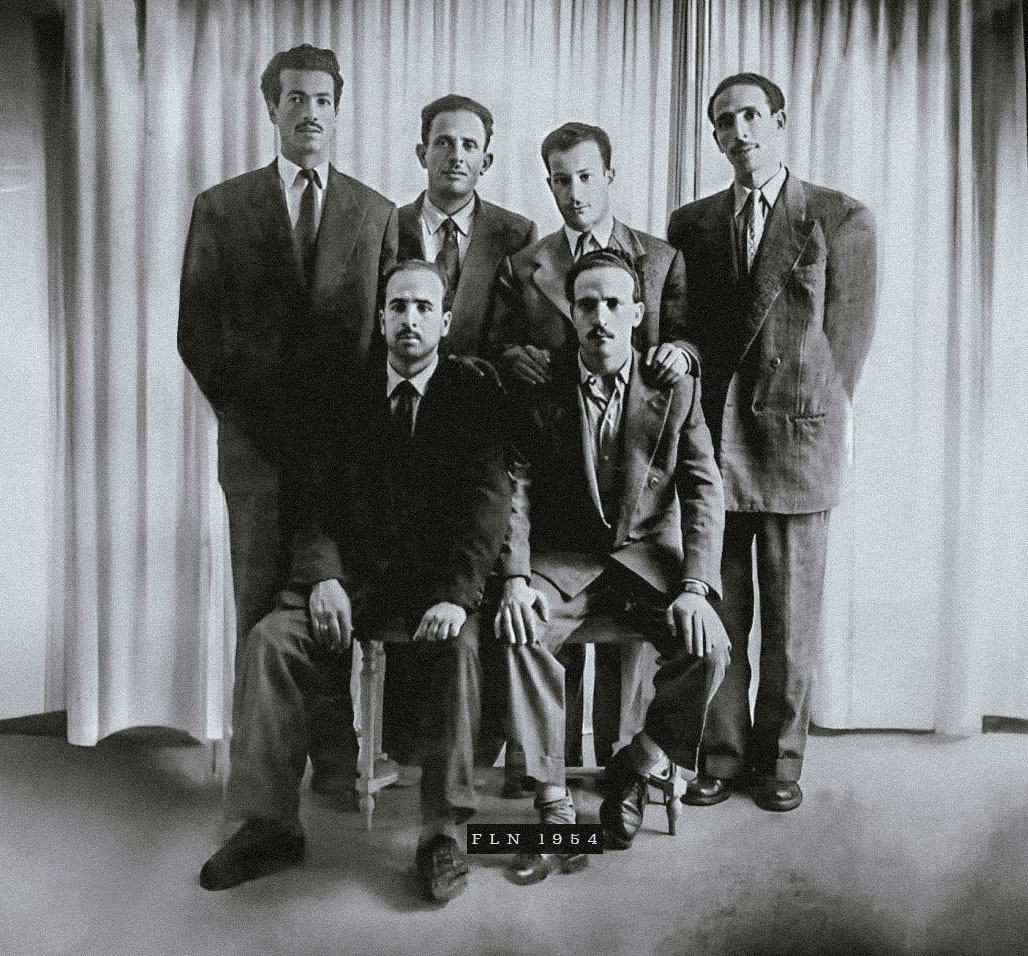
صورة لمجموعة الستة قبل إعلان ثورة نوفمبر 1954 الواقفون من اليسار إلى اليمين رابح بيطاط، مصطفى بن بولعيد، ديدوش مراد، محمد بوضياف، الجالسين: كريم بلقاسم والعربي بن مهيدي

بعد اكتشاف المنظمة السرية من قبل السلطات الاستعمارية في مارس 1950 برز دور بن بولعيد بقوة لما أخذ على عاتقه التكفل بايواء بعض المناضلين المطاردين وإخفائهم عن أعين العدو وأجهزته الأمنية، وقد أعقب اكتشاف المنظمة حملة واسعة من عمليات التمشيط والاعتقال والاستنطاق الوحشي بمنطقة الأوراس على غرار باقي مناطق الوطن. ولكن بالرغم من كل المطاردات والمضايقات وحملات التفتيش والمداهمة تمكن بن بولعيد بفضل حنكته وتجربته من الإبقاء على المنظمة الخاصة واستمرارها في النشاط على مستوى المنطقة. وبالموازاة مع هذا النشاط المكثف بذل مصطفى بن بولعيد كل ما في وسعه من أجل احتواء الأزمة بصفته عضو قيادي في اللجنة المركزية للحزب. وقد كلف بن بولعيد في أكتوبر 1953 وبتدعيم من نشطاء المنظمة السرية بالاتصال بزعيم الحزب مصالي الحاج الذي كان قد نُفي في 14 مايو 1954 إلى فرنسا ووضع تحت الإقامة الجبرية، وذلك في محاولة لإيجاد حل وسطي يرضي المركزيين والمصاليين.
وبعد ذلك توصل أنصار العمل الثوري المسلح وفي طليعتهم بن بولعيد إلى فكرة إنشاء «اللجنة الثورية للوحدة والعمل» والإعلان عنها في 06 مارس 1954 من أجل تضييق الهوة التي تفصل بين المصاليين والمركزيين من جهة وتوحيد العمل والالتفاف حول فكرة العمل الثوري من جهة ثانية.
وبعد عدة اتصالات مع بقايا المنظمة السرية، تم عقد اللقاء التاريخي لمجموعة الـ22 بدار المناضل الياس دريش بحي المدنية في 24 جوان 1954 :19 والذي حسم الموقف لصالح تفجير الثورة المسلحة لاسترجاع السيادة الوطنية المغتصبة منذ أكثر من قرن مضى. ونظرا للمكانة التي يحظى بها بن بولعيد فقد أسندت إليه بالإجماع رئاسة اللقاء الذي صدرعنه تقسيم البلاد إلى مناطق خمس وعُيّن على كل منطقة مسؤول وقد عين مصطفى بن بولعيد على رأس المنطقة الأولى: الأوراس كما كان أحد أعضاء لجنة «الستة» «بوضياف، ديدوش، بن بولعيد، بيطاط، بن مهيدي، كريم».
ومن أجل توفير كل شروط النجاح والاستمرارية للثورة المزمع تفجيرها، تنقل بن بولعيد رفقة: ديدوش مراد، محمد بوضياف ومحمد العربي ين مهيدي إلى سويسرا خلال شهر جويلية 1954 بغية ربط الاتصال بأعضاء الوفد الخارجي «بن بلة، خيضر وآيت أحمد» لتبليغهم بنتائج اجتماع مجموعة الـ22 من جهة وتكليفهم بمهمة الإشراف على الدعاية لصالح الثورة.
ومع اقتراب الموعد المحدد لتفجير الثورة تكثفت نشاطات بن بولعيد من أجل ضبط كل كبيرة وصغيرة لإنجاح هذا المشروع الضخم، وفي هذا الإطار تنقل بن بولعيد إلى ميلة بمعية كل من محمد بوضياف وديدوش مراد للاجتماع في ضيعة تابعة لعائلة بن طوبال وذلك في سبتمبر 1954 بغرض متابعة النتائج المتوصل إليها في التحضير الجاد لإعلان الثورة المسلحة ودراسة احتياجات كل منطقة من عتاد الحرب كأسلحة والذخيرة.
وفي 10 أكتوبر 1954 التقى بن بولعيد، كريم بلقاسم ورابح بيطاط في منزل مراد بوقشورة بالرايس حميدو وأثناء هذا الاجتماع تم الاتفاق على:
1. إعلان الثورة المسلحة باسم جبهة التحرير الوطني.
2. إعداد مشروع بيان أول نوفمبر 1954.
3. تحديد يوم 22 أكتوبر 1954 موعدا لاجتماع مجموعة الستة لمراجعة مشروع بيان أول نوفمبر وإقراره.
4. تحديد منتصف ليلة الإثنين أول نوفمبر 1954 موعدا لانطلاق الثورة المسلحة.

وطيلة المدة الفاصلة بين الاجتماعين لم يركن بن بولعيد إلى الراحة بل راح ينتقل بين مختلف مناطق الجهة المكلف بها «الأوراس» ضمن العديد من الزيارات الميدانية للوقوف على الاستعدادات والتحضيرات التي تمت وكذا التدريبات التي يقوم بها المناضلون على مختلف الأسلحة وصناعة القنابل والمتفجرات التقليدية. وفي التاريخ المحدد التأم شمل الجماعة التي ضمت: بن بولعيد، بوضياف، بيطاط، بن مهيدي، ديدوش وكريم وذلك بمنزل مراد بوقشورة أين تم الاتفاق على النص النهائي لبيان أول نوفمبر 54 إثر مراجعته والتأكيد بصورة قطعية على الساعة الصفر من ليلة فاتح نوفمبر 54 لتفجير الثورة المباركة وأجمع الحاضرون على التزام السرية بالنسبة للقرار النهائي التاريخي والحاسم ثم توجه كل واحد إلى المنطقة التي كلف بالإشراف عليها في انتظار الساعة الصفر والإعداد لإنجاح تلك العملية التي ستغير مجرى تاريخ الشعب الجزائري. وهكذا عقد بن بولعيد عدة اجتماعات بمنطقة الأوراس حرصا منه على انتقاء الرجال القادرين على الثبات وقت الأزمات والشدائد، منها اجتماع بلقرين يوم 20 أكتوبر 1954 الذي حضره الكثير من مساعديه نذكر منهم على الخصوص: عباس لغرور، شيهاني بشير، عاجل عجول والطاهر نويشي وغيرهم وخلال هذا اللقاء أعلم بن بولعيد رفاقه بالتاريخ المحدد لتفجير ثورة التحرير كما وزع على الحضور بيان أول نوفمبر وضبط حصة كل جهة من الأسلحة والذخيرة المتوفرة. وقبل مرور أسبوع على هذا اللقاء عقد بن بولعيد اجتماعين آخرين في 30 أكتوبر 1954 أحدهما في دشرة «اشمول» والآخر بخنقة الحدادة التقى أثناءهما بمجموعة من المناضلين وألقى كلمة حماسية شحذ فيه همم الجميع. وفي الغد عقد اجتماعا قبل الساعة صفر، وقد ضم هذا الأخير قادة النواحي والأقسام وفيه تقرر تحديد دشرة أولاد موسى وخنقة لحدادة لالتقاء أفواج جيش التحرير الوطني واستلام الأسلحة وأخذ آخر التعليمات اللازمة قبل حلول الموعد التاريخي والانتقال إلى العمل المسلح ضد الأهداف المعنية.
وفي تلك الليلة قال بن بولعيد قولته الشهيرة: «إخواني سنجعل البارود يتكلم هذه الليلة» وتكلم البارود في الموعد المحدد وتعرضت جل الأهداف المحددة إلى نيران أسلحة جيش التحرير الوطني وسط دهشة العدو وذهوله. وفي صبيحة يوم أول نوفمبر 54 كان قائد منطقة الأوراس مصطفى بن بولعيد يراقب ردود فعل العدو من جبل الظهري المطل على أريس بمعية شيهاني بشير، مدور عزوي، عاجل عجول ومصطفى بوستة. وقد حرص بن بولعيد على عقد اجتماعات أسبوعية تضم القيادة ورؤساء الأفواج لتقييم وتقويم العمليات وتدارس ردود الفعل المتعلقة بالعدو والمواطنين.
وفي بداية شهر جانفي 1955 عقد هذا الأخير اجتماعا في تاوليليت مع إطارات الثورة تناول بالأخص نقص الأسلحة والذخيرة، وقد فرضت هذه الوضعية على بن بولعيد اعلام المجتمعين بعزمه على التوجه إلى بلاد المشرق بهدف التزود بالسلاح ومن ثم تعيين شيهاني بشير قائدا للثورة خلال فترة غيابه ويساعده نائبان هما: عاجل عجول وعباس لغرور.

## الاعتقال والعودة لقيادة الثورة وإغتياله

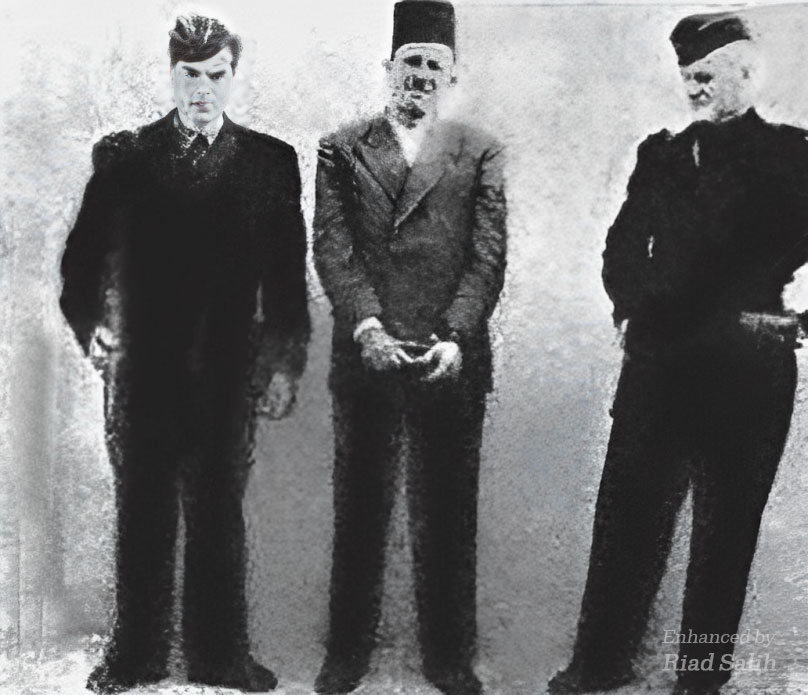
بعد اعتقال مصطفى بن بولعيد في تونس (11 فبراير 1955)

### الاعتقال
وفي 24 جانفي 1955 غادر بن بولعيد الأوراس باتجاه المشرق وبعد ثلاثة أيام من السير الحثيث وسط تضاريس طبيعية صعبة وظروف أمنية خطيرة وصل إلى «القلعة «حيث عقد اجتماعا لمجاهدي الناحية لاطلاعهم على الأوضاع التي تعرفها الثورة وأرسل بعضهم موفدين من قبله إلى جهات مختلفة من الوطن. بعد ذلك واصل بن بولعيد ومرافقه عمر المستيري الطريق باتجاه الهدف المحدد. وبعد مرورهما بناحية نقرين «تبسة «التقيا في تامغرة بعمر الفرشيشي الذي ألح على مرافقتهما كمرشد. وعند الوصول إلى «أرديف «المدينة المنجمية التونسية، وبها يعمل الكثير من الجزائريين، اتصل بن بولعيد ببعض هؤلاء المنخرطين في صفوف الحركة الوطنية، وكان قد تعرف عليهم عند سفره إلى ليبيا في منتصف أوت 1954، وذلك لرسم خطة تمكن من إدخال الأسلحة، الذخيرة والأموال إلى الجزائر عبر وادي سوف. وانتقل بن بولعيد من أرديف إلى المتلوي بواسطة القطار ومن هناك استقل الحافلة إلى مدينة قفصة حيث بات ليلته فيها رفقة زميليه. وفي الغد اتجه إلى مدينة قابس حيث كان على موعد مع المجاهد حجاج بشير، لكن هذا اللقاء لم يتم بين الرجلين نظرا لاعتقال بشير حجاج من قبل السلطات الفرنسية قبل ذلك. وعند بلوغ الخبر مسامع بن بولعيد ومخافة أن يلقى نفس المصير غادر مدينة قابس على جناح السرعة على متن أول حافلة باتجاه بن قردان. وعند وصول الحافلة إلى المحطة النهائية بن قرادن طلب هؤلاء من كل الركاب التوجه إلى مركز الشرطة، وحينها أدرك بن بولعيد خطورة الموقف فطلب من مرافقه القيام بنفس الخطوات التي يقوم بها، وكان الظلام قد بدأ يخيم على المكان فأغتنما الفرصة وتسللا بعيدا عن مركز الشرطة عبر الأزقة. ولما اقترب منهما أحد أفراد الدورية أطلق عليه بن بولعيد النار من مسدسه فقتله. وواصلا هروبهما سريعا عبر الطريق الصحراوي كامل الليل وفي الصباح اختبأ، وعند حلول الظلام تابعا سيرهما معتقدين أنهما يسيران باتجاه الحدود التونسية الليبية لأن بن بولعيد كان قد أضاع البوصلة التي تحدد الاتجاه، كما أنه فقد إحدى قطع مسدسه عند سقوطه.
وما أن طلع النهار حتى كانت فرقة الخيالة تحاصر المكان وطلب منهما الخروج وعندما حاول بن بولعيد استعمال مسدسه وجده غير صالح وإثر ذلك تلقى هذا الأخير ضربة أفقدته الوعي وهكذا تم اعتقال بن بولعيد يوم 11 فبراير 1955.

### الحكم
وفي 3 مارس 1955 قدم للمحكمة العسكرية الفرنسية بتونس التي أصدرت يوم 28 مايو 1955 حكما بالأشغال الشاقة المؤبدة بعدها نقل إلى قسنطينة لتعاد محاكمته من جديد أمام المحكمة العسكرية في 21 يونيو 1955 وبعد محاكمة مهزلة أصدرت الحكم عليه بالإعدام.ونقل إلى سجن الكدية الحصين.وفي السجن خاض بن بولعيد نضالا مريرا مع الإدارة لتعامل مساجين الثورة معاملة السجناء السياسيين وأسرى الحرب بما تنص عليه القوانين الدولية. ونتيجة تلك النضالات ومنها الإضراب عن الطعام مدة 14 يوما ومراسلة رئيس الجمهورية الفرنسية تم نزع القيود والسلاسل التي كانت تكبل المجاهدين داخل زنزاناتهم وتم السماح لهم بالخروج صباحا ومساء إلى فناء السجن.

### الفرار
وفي هذه المرحلة واصل بن بولعيد مهمته النضالية بالرفع من معنويات المجاهدين ومحاربة الضعف واليأس من جهة والتفكير الجدي في الهروب من جهة ثانية. وبعد تفكير متمعن تم التوصل إلى فكرة الهروب عن طريق حفر نفق يصلها بمخزن من البناء الاصطناعي وبوسائل جد بدائية شرع الرفاق في عملية الحفر التي دامت 28 يوما كاملا. وقد عرفت عملية الحفر صعوبات عدة منها الصوت الذي يحدثه عملية الحفر في حد ذاتها ثم الأتربة والحجارة الناتجة عن الحفر.:37
وقد تمكن من الفرار من هذا السجن الحصين والمرعب كل من مصطفى بن بولعيد، محمد العيفة، الطاهر الزبيري، لخضر مشري، علي حفطاوي، إبراهيم طايبي، رشيد أحمد بوشمال، حمادي كرومة، محمد بزيان، سليمان زايدي وحسين عريف.
وبعد مسيرة شاقة على لأقدام الحافية المتورمة والبطون الجائعة والجراح الدامية النازفة وصبر على المحن والرزايا وصلوا إلى مراكز الثورة. وفي طريق العودة إلى مقر قيادته انتقل إلى كيمل حيث عقد سلسلة من اللقاءات مع إطارات الثورة ومسؤوليها بالناحية، كما قام بجولة تفقدية إلى العديد من الأقسام للوقوف على الوضعية النظامية والعسكرية بالمنطقة الأولى «الأوراس». وقد تخلل هذه الجولة إشراف بن بولعيد على قيادة بعض أفواج جيش التحرير الوطني التي خاضت معارك ضارية ضد قوات العدو وأهمها: معركة إيفري البلح يوم 13-01-1956 ودامت يومين كاملين والثانية وقعت بجبل أحمر خدو يوم 18-01-1956.

### الإغتيال
وقد عقد آخر اجتماع له قبل استشهاده يوم 22 مارس 1956 بالجبل الأزرق بحضور إطارات الثورة بالمنطقة الأولى وبعض مسؤولي جيش التحرير الوطني بمنطقة الصحراء. ومساء اليوم نفسه أحضر إلى مكان الاجتماع مذياع الذي كان ملغما والذي ألقته قوات الاستعمار الفرنسي وعند محاولة تشغيله انفجر مخلفا استشهاد قائد المنطقة الأولى مصطفى بن بولعيد وخمسة من رفاقه.

### الغموض
غموض شديد يلف قضية إغتيال البطل الشهيد مصطفى بن بولعيد أحد الستة الذين فجروا ثورة التحرير، وأغرب ما في الأمر هو محاولة البعض التعتيم على هذه القضية والكثير من القضايا التاريخية المتعلقة بثورة التحرير، وحرمان الجيل الجديد من معرفة تاريخ وطنه بكل تفاصيله، رغم مرور أكثر من نصف قرن على اندلاع الثورة، ورغم أن كل ما كنا نعرفه عن قضية استشهاد بن بولعيد خلال طفولتنا المدرسية هو انفجار مذياع مفخخ في ظروف “غامضة” على مصطفى بن بولعيد، ولكن كيف؟ وأين؟ ومتى؟ ومن دبر ونفذ هذا العملية الشنيعة؟ أسئلة كثيرة يطرحها جيلنا على جيل الثورة، ويريد إجابات صريحة ودقيقة بعيدا عن أي خلفيات سياسية أو شخصية أو قبلية، وكل ما أردنا ان نفتح هذا الملف بشكل أكثر عمقا وتفصيلا، كانو ينصحوننا بعدم الخوض في هكذا مسائل، إلا اننا ارتأينا أنه لا بد من معرفة الحقيقة، وإسكات صراخ هذه الأسئلة التي لا نجد لها جوابا.
ببعض المجاهدين والباحثين في تاريخ الثورة والاستعانة ببعض الكتب والمذكرات التاريخية التي تناولت قضية اغتيال مصطفى بن بولعيد، وكان لا بد من الرجوع قليلا إلى الوراء لمعرفة الصراع بين قادة الأوراس بعد أسر بن بولعيد قائد المنطقة التاريخية الأولى (أوراس النمامشة)، والذي أدى إلى مقتل شيحاني بشير نائب مصطفى بن بولعيد بأمر من عجول عجول الذي أصبح عمليا قائدا للأوراس، في حين تمرد عليه عمر بن بولعيد شقيق سي مصطفى وفي هذا الجو المشحون بالصراعات، تمكن مصطفى بن بولعيد من الهرب بأعجوبة من سجن الكدية بقسنطينة في 10 نوفمبر 1955 رفقة عشرة من رفاقه كان من بينهم الطاهر الزبيري، وبعودته إلى الأوراس اكتشف سي مصطفى عدة أخطاء ارتكبت في غيابه، كما أن أن عجول القائد الفعلي للأوراس فاجأه تمكن بن بولعيد من الهرب من السجن، كما أن السلطات الاستعمارية غاضها كثيرا تمكن زعيم الأوراس من الفرار من قبضتها وإعادة تنظيمه وتوحيده لصفوف المجاهدين.
عجول يشكك في وطنية بن بولعيد!!
حسب رواية الطاهر الزبيري آخر قادة الأوراس التاريخيين فإن عودة مصطفى بن بولعيد إلى مركز قيادة منطقة الأوراس فاجأت عجول عجول الذي آلت إليه قيادة المنطقة عمليا بعدما تمكن من التخلص من شيحاني بشير نائب بن بولعيد الذي خلفه على رأس المنطقة قبل اعتقاله على الحدود التونسية الليبية، وما زاد في تعميق الهوة بين الرجلين هو اكتشاف بن بولعيد أن عجول هو الذي أمر بقتل نائبه شيحاني بشير رفقة عدد آخر من المجاهدين بسبب أخطاء لا يرى بن بولعيد أنها تستحق عقوبة الموت فلام عجول كثيرا على هذا الأمر وقال له “تستقل الجزائر ولن نجد خمسة رجال مثله” فقد كان شيحاني رجلا مثقفا في زمن طغى فيه الجهل والأمية، ولم يستسغ عجول هذا التأنيب.
ويؤكد العقيد الزبيري حسبما رواه له شخصيا العقيد الحاج لخضر عبيد أحد قادة الأوراس الذي كان قريبا من بولعيد في تلك الفترة أن عجول لم يبد كبير ترحاب بنجاة بن بولعيد من الأسر وفراره من السجن، بل شكك في صحة هروبه فعلا من سجن الكدية الحصين عندما قال لبعض المجاهدين “سجن فرنسا ليس كرتونا ليهربوا منه بسهولة”، بل أكثر من ذلك رفض عجول إعادة الاعتبار لبن بولعيد كقائد للمنطقة الأولى رغم أنه واحد من الستة المفجرين لثورة التحرير وواجهه قائلا “النظام (الثورة) ما يديرش فيك الثقة غير بعد ست أشهر” بمعنى أن نظام الثورة لن يجدد فيك الثقة قائدًا للمنطقة إلا بعد ستة أشهر من التحري والتحقق إلى غاية التأكد بأن بن بولعيد ليس مبعوثا من فرنسا لاختراق الثورة وإضعافها، وهذه الكلمات فاجأت بن بولعيد وأثارت حفيظته وأزعجته كثيرا وشكا هذا الأمر للحاج لخضر عبيد عندما قال له “أتعلم ماذا قال لي عجول؟..الثورة لن تجدد فيك الثقة إلا بعد ستة أشهر”.
وأثار عجول قضية عمر بن بولعيد شقيق مصطفى بن بولعيد الذي انفرد بقيادة ناحية من نواحي المنطقة الأولى ونصب نفسه قائدا للمنطقة في غياب أخيه ولم يعترف بعجول وعباس لغرور قائدين للأوراس، فرد عليه سي مصطفى “سأستدعي عمر وإن ثبت عليه التهم التي وجهتها إليه فأنا من سينفذ حكم الموت عليه بيدي”.
ولم يكن عجول ينظر بعين الرضا إلى الوفود التي كانت تزور مصطفى بن بولعيد وتهنئه على النجاة وتعلن له الولاء والطاعة، متجاوزة عجول، ولم يكن يمر يوم على سي مصطفى إلا ويجتمع مع هؤلاء وهؤلاء لإعادة تنظيم منطقة الأوراس التي نخرتها الانقسامات بفعل الصراعات الشخصية والعروشية والفراغ الذي تركه غيابه ونائبه، وتمكن بن بولعيد في فترة قصيرة من حل العديد من الخلافات والصراعات وإعادة لحمة منطقة الأوراس، فقد كان يحظى بثقة قيادات الثورة في الداخل والخارج فضلا عن مجاهدي الأوراس الذين يدينون له بالولاء.
بن بولعيد يستشهد بطريقة طالما حذر أصحابه منها!!

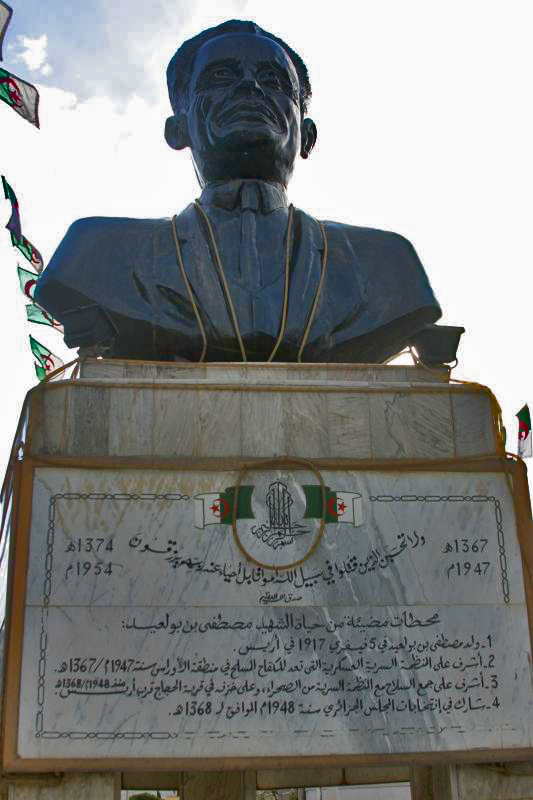
تمثال مصطفى بن بولعيد بأريس ولاية باتنة

وفي 22 مارس 1956 استشهد البطل مصطفى بن بولعيد في ظروف غامضة عند انفجار جهاز إشارة (إرسال واستقبال) مفخخ بإحدى الكأزمات ومعه سبعة من المجاهدين ولم ينجو منهم إلا اثنين أحدهم يدعى علي بن شايبة، ويستغرب الطاهر الزبيري كيف يقتل بن بولعيد بجهاز فرنسي مفخخ رغم أنه حرص في كل مرة على غرار ما أوصاهم به قبل الهروب من السجن بعدم لمس الأشياء المشبوهة حتى ولو كانت قلما، خشية أن تكون مفخخة، مما يوحي بأن هناك مؤامرة دبرت بليل ضد مصطفى بن بولعيد، ولكن يبقى التساؤل من قتل هذا البطل؟ ومن خطط لهذه المؤامرة؟
ويوضح الزبيري أن الجهاز المفخخ الذي أدى إلى استشهاد مصطفى بن بولعيد تركته فرقة للجيش الفرنسي بمكان غير بعيد عن مركز قيادة الأوراس، وعند مغادرتها للمكان عثر المجاهدون على الجهاز فحملوه إلى مصطفى بن بولعيد الذي أراد تشغيله فانفجر الجهاز مما أدى إلى استشهاد البطل بن بولعيد، ويستدل أصحاب هذه الرواية باعترافات بعض جنرالات فرنسا في مذكراتهم بأنهم هم من خطط وفخخ الجهاز الذي أدى إلى استشهاد قائد المنطقة الأولى، غير أن هذه الرواية تبدوا غريبة إذا قسنا ذلك بالحذر الذي يميز بن بولعيد في التعامل مع الأشياء التي يخلفها جيش الاحتلال، إذ كيف يقوم بن بولعيد بتشغيل جهاز دون التحقق منه إلا إذا كان واثقا من سلامته من المتفجرات بناء على تطمينات من معه؟
بوضياف: بن بولعيد قتله مجاهد ألماني خطأ
ويروي العقيد الطاهر الزبيري على لسان علي بن شايبة الناجي من الانفجار الذي خلفته القنبلة المخبأة في الجهاز أن مصطفى بن بولعيد عندما عاين الجهاز لاحظ أنه لا يحتوي على بطاريات فطلب منه إحضار البطاريات ولما جاءه بما طلب تم وضعها في الجهاز وبمجرد تشغيله انفجر مخلفا ثماني قتلى وجريحين، ولكن سي الطاهر نفسه يشكك في صحة هذه الرواية، ويشير إلى أن المجاهدين تحصلوا خلال كمين نصبوه لفرقة لجيش الاحتلال على جهاز إشارة وغنموا منها بعض قطع السلاح، وعندما أحضر المجاهدون جهاز الإشارة الصغير هذا قال لهم سي مصطفى ـ حسبما رواه موسى حواسنية للطاهر الزبيري ـ “حطوه حتى انشوفولوا خبير يتأكد إذا فيه مينا” بمعنى ضعوا جهاز الإشارة هذا جانبا حتى يفحصه خبير في المتفجرات لعل فيه لغم، وجاء الخبير وفحص جهاز الإشارة هذا وتأكد من أن الجهاز غير مفخخ، وتؤكد هذه الحادثة الحرص الشديد لبن بولعيد على عدم استعمال أي جهاز يأتي من العدو حتى ولو غنموه في المعارك، لذلك يبدوا الأمر غامضا عندما ينفجر جهاز إشارة كبير يستعمل في الاتصالات الدولية في كازمة لقائد المنطقة، خلفه عساكر العدو في إحدى تنقلاتهم!!
أما محمد بوضياف المنسق العام للثورة فيؤكد أن مجاهدا ألمانيا كان ضمن صفوف جيش التحرير هو الذي قتل مصطفى بن بولعيد عن طريق الخطأ، ويقول في حوار أجراه معه الصحفي والكاتب خالد بن ققة في 1991 بالمغرب “..إن ثورتنا كان فيها أناس من أمم أخرى كالألمان، حتى أن أحدهم قتل مصطفى بن بولعيد خطأ، إذ وضع قنبلة في مذياع، ووجده رجال الثورة في الطريق، فأخذوه، وعندما فتح بن بولعيد المذياع تفجرت فيه القنبلة”، إلا أن بعض المجاهدين يقللون من شهادة بوضياف الذي كان في الخارج عند اغتيال مصطفى بن بولعيد ويعتبرون أن شهادته لا يعتد بها ما دام لم يكن حاضرا عند حادثة الاغتيال، إلا أن شهادة محمد بوضياف لها أهميتها باعتباره المنسق العام للثورة وبالتالي فإن المعلومات التي يتحصل عليها هي معلومات رسمية خاصة عندما يتعلق الأمر بشخصية بحجم بن بولعيد.
سعيداني يتهم عجول بتدبير مؤامرة اغتيال بطل الأوراس
غير أن أخطر ما قيل عن استشهاد مصطفى بن بولعيد ما كتبه الرائد الطاهر سعيداني في مذكراته حيث اتهم صراحة عجول عجول بتدبير عملية اغتيال مصطفى بن بولعيد عندما أمر علي الألماني بتفخيخ جهاز إشارة للتخلص من أحد الخونة، ثم قدم الجهاز المفخخ إلى أحد المجاهدين وطلب منه أن يقدمه لمصطفى بن بولعيد على أساس أنه عثر عليه في الخارج، وعندما أراد ذلك المجاهد تنفيذ ما أمر به، كان عجول مع بن بولعيد في إحدى الكأزمات ولما دخل عليهم خرج عجول وترك بن بولعيد مع المجاهد الذي سلمه الجهاز، وبمجرد أن شغله بن بولعيد حتى انفجر وقضى عليه.
ويروي الطاهر السعيداني هذه الحادثة مع بعض التفصيل فيقول “ذات يوم فيما كان مصطفى بن بولعيد يتحدث إلى مجاهديه دخل عليهم جندي يحمل بين يديه مذياعا (لم يكن مذياعا وإنما جهاز إشارة) أعطاه لمصطفى بن بولعيد مؤكدا له أنه وجده مرميا، ولكن هذا غير صحيح، فما إن أمسكه حتى غادر عجول عجول المكان وحينما حاول بن بولعيد فتح المذياع ليستمع إلى الأخبار وإذا به ينفجر عليه ويسقط شهيدا” ويضيف سعيداني الذي كان ضابطا في القاعدة الشرقية “… في طريقنا لتهنئة الكتيبة التي كان يقودها لخضر بلحاج ـ بعد انتصارها في إحدى المعارك ـ وجدنا وسط المجاهدين جنديين من الألمان اللذين كانا مجندين في اللفيف الأجنبي الفرنسي..أحدهما يدعى علي الألماني اعتنق الإسلام في القاعدة الشرقية… وكان متخصصا في المتفجرات فطلبنا منه من باب الفضول كيف تم تلغيم المذياع الذي أعطي لبن بولعيد فأجابنا أنه لم يكن يعلم بأن المذياع الذي أتاه به عجول عجول من أجل تلغيمه كان موجها للانفجار في وجه مصطفى بن بولعيد لقتله بل ظن انه سيرسل لشخص خائن كما قال له عجول” ويختم المجاهد الطاهر سعيداني كلامه “هذا ما أجابني به علي الألماني وأشهد به أمام الشهداء والتاريخ”.
وباستشهاد مصطفى بن بولعيد تعرضت منطقة الأوراس إلى هزة قوية أفقدتها توازنها ولم يتمكن عجول عجول بالرغم من صرامته من جمع كلمة المنطقة تحت سلطته فرفض عدد من قادة الأوراس الاعتراف بقيادته للمنطقة بل وحملوه مسؤولية استشهاد البطل مصطفى بن بولعيد، وحاول بعضهم اغتياله لكنه تمكن من النجاة بأعجوبة بعدما أصيب بجراح حسب بعض الشهادات وسلم نفسه إلى الجيش الفرنسي لأسباب ما زالت غامضة رغم اعتراف الكثير من المجاهدين حتى أولئك الذين اختلفوا معه بوطنيته وشجاعته وقوة شخصيته.
المخابرات الفرنسية تفتخر بـ”نجاحها” في اغتيال بن بولعيد
غير أن الكاتب والباحث محمد عباس المتخصص في قضايا الثورة الجزائرية والحركة الوطنية ينفي بشكل مطلق صحة هذه الرواية، ويشكك في مصداقية صاحبها، مؤكدا أن بعض الجهات التي كانت تنافس عجول عجول على قيادة منطقة الأوراس بعد أسر قائدها هي التي سعت لتلفيق تهمة اغتيال عجول لمصطفى بن بولعيد قصد تشويهه، مضيفا أن عمر بن بولعيد شقيق مصطفى كان يسعى لخلافة أخيه على رأس المنطقة الأولى عندما كان هذا الأخير أسيرا وبعد اغتياله، كما أن خلافاته مع عجول معروفة لذلك سعى لترويج رفقة الجماعة التي كانت ملتفة حول مصطفى بن بولعيد إشاعة أن عجول هو الذي دبر عملية اغتيال بن بولعيد، مشيرا إلى أن هذا الأخير منع شقيقه عمر بعد فراره من السجن من تولي أي مسؤولية قيادية، بالإضافة إلى أن عرش بن بولعيد نفسه لا يصدقون رواية تورط عجول في اغتيال سي مصطفى.
ويجزم محمد عباس بأن المخابرات الفرنسية وعلى أعلى المستويات في باريس هي التي دبرت عملية اغتيال مصطفى بن بولعيد، باعتراف جنرالاتها الذين اعتبروا هذه العملية إنجازا كبيرا لهم يستحق الافتخار، حيث نشر أحد رجال المخابرات الفرنسية كتابا تحت اسم مستعار تحدث بالتفصيل عن هذه العملية “الناجحة” التي أدت إلى تعطيل ولاية الأوراس من 1956 إلى غاية نهاية 1959 وبداية 1960 وتحييدها عن الكفاح المسلح بعد أن كانت قلب الثورة النابض حيث اشتدت الانقسامات بين قياداتها، ولكن لحسن الحظ أن الثورة امتدت إلى بقية الولايات بشكل لا رجعة فيه.
ويوضح الباحث محمد عباس الذي استقى معلوماته من بعض الشهود والشهادات أن المخابرات الفرنسية وبعد هروب مصطفى بن بولعيد من السجن خططت لزعزعة استقرار منطقة الأوراس (أصبحت ولاية بعد مؤتمر الصومام في أوت 1956) عن طريق اغتيال بن بولعيد بطريقة ماكرة، وكانت تعلم أن قيادة الأوراس بحاجة إلى جهاز إشارة للاتصال بقيادة الثورة في الخارج، فأرسلوا فصيل إشارة إلى المنطقة وتعمدوا ترك مؤن على سبيل الخطأ حتى لا يثيروا شكوك المجاهدين عندما تركوا جهاز الإشارة الذي تم تلغيمه بشكل محكم وبمستوى تكنولوجي متطور، وحمل المجاهدون الجهاز إلى مصطفى بن بولعيد وقام أحدهم باستعمال بطاريات جهاز الإشارة لإشعال جهاز إنارة فانفجر الجهاز الملغم واستشهد ثماني مجاهدين وجرح اثنان وهما علي بن شايبة (ما زال على قيد الحياة)، ومصطفى بوستة (توفي بعد الاستقلال).
وعن السر وراء تعامل بن بولعيد مع جهاز تركه جيش الاحتلال بالرغم من أنه طالما حذر رجاله من التقاط الأشياء المشبوهة خشية أن تكون ملغمة، برر محمد عباس ذلك بان الأجل لا ينفع معه الحذر، وأشار إلى حاجة قيادة الأوراس لجهاز إشارة للاتصال بقيادات الثورة في الداخل والخارج، فضلا عن أن الجهاز كان ملغما بشكل محكم يصعب اكتشافه، ولكنه تحدث من جهة أخرى عن محاولة ثانية وبنفس الطريقة قامت بها المخابرات الفرنسية في 1957 لتمزيق الولاية الثالثة (القبائل) عندما انفجر جهاز مفخخ على محند أولحاج قائد الولاية ولكنه أصيب بجروح ولم يستشهد.
عملاء المخابرات الفرنسية هم من قتلوا سي مصطفى
من جهته يؤكد الدكتور لحسن بومالي الباحث في تاريخ الثورة الجزائرية أن المخابرات الفرنسية هي التي دبرت عملية اغتيال مصطفى بن بولعيد ونفذتها عن طريق عملائها الذين غرستهم في صفوف المجاهدين، ويضيف أن السلطات الفرنسية لم تحتمل قضية هروب مصطفى بن بولعيد من سجن الكدية بقسنطينة ببساطة رغم الحراسة المشددة التي كان خاضعا لها، فأرادت القضاء عليه بأي وسيلة، مستعينة في ذلك بعملائها المندسين بين صفوف المجاهدين لكنه لا يعطي تفاصيل أكثر عن هؤلاء العملاء الذين اغتالت المخابرات الفرنسية بأيديهم أحد الستة المفجرين لثورة التحرير وعضو مجموعة 22 التي خططت لاندلاعها.
إن هذا التحقيق يطرح أمامنا ثلاث فرضيات حول اغتيال مصطفى بن بولعيد، الفرضية الأولى وهي الأقوى تدين المخابرات الفرنسية بتدبير عملية الاغتيال هذه لأنها كانت تسعى للقضاء على قائد الأوراس مهما كلفها ذلك من ثمن، وذلك منذ تمكن سي مصطفى من الفرار من سجن الكدية وما يشكله ذلك من خطورة على الوجود الاستعماري، واعتراف ضباط المخابرات الفرنسية في مذكراتهم بأنهم هم من دبروا عملية الاغتيال وهذا الاعتراف هو سيد الأدلة على أنهم هم من قتل مصطفى بن بولعيد بدليل أنهم كرروا نفس الأسلوب في الولاية الثالثة، وهذه الفرضية يميل إلى تصديقها بعض الباحثين والمؤرخين والجهات الرسمية.
الفرضية الثانية وترجح وقوع خطأ أدى إلى استشهاد مصطفى بن بولعيد، فعلي الألماني طبقا لشهادتي محمد بوضياف والرائد الطاهر سعيداني قام بتفخيخ جهاز الإشارة قصد استعماله ضد عدو، وهذا ما يبرر عدم أخذ مصطفى بن بولعيد حذره المعتاد عند استعماله لهذا الجهاز وهذه الأخطاء كثيرا ما تقع في الحروب والثورات، وليس مستبعدا أن يكون مقتل بن بولعيد جاء عن طريق الخطأ.
الفرضية الثالثة وتحمل مسؤولية اغتيال بن بولعيد لعجول إذا فرضنا صدق رواية الرائد سعيداني، وانطلاقا من خلفيات الصراع بين عجول ومصطفى بن بولعيد الذي وبخه لقتله نائبه شيحاني بشير بطل معركة الجرف، بالإضافة إلى خلافات عجول مع شقيق بن بولعيد حول قيادة الأوراس، والأخطر من ذلك محاولة عجول التشكيك في حقيقة
هروب بن بولعيد من السجن ورفضه تجديد الثقة به كقائد للأوراس قبل ستة أشهر طبقا
لنظام الثورة الذي يعتمد على مبدأ “أدنى ثقة يعني أعلى درجة من الأمان”، كما أن بعض المجاهدين حاولوا اغتيال عجول لاتهامه بالتورط في اغتيال بن بولعيد لتزعم الأوراس، والسؤال الكبير لماذا سلم عجول نفسه إلى الجيش الفرنسي رغم ما يشهد له من الشجاعة في محاربة الاستعمار؟